# Пам'ятна медаль морського походу 1892 - 1893 років
Пам'ятна медаль морського походу 1892—1893 років (нім. Seereisedenkmuenze 1892–1893) — військова нагорода військово-морських сил Австро-Угорщини для нагородження учасників та приймавших участь у підготовці походу легкого крейсера «Імператриця Єлизавета» до Ост-Індії, Австралії, на тихоокеанські острови, у Китай та Японію. Експедицією командував ерцгерцог Франц Фердинанд. Екіпаж корабля становив 450 осіб.

## Опис
Медаль представляє собою правильне коло з бронзи з позолотою. На аверсі зображено якір, над яким літає двоголовий орел. Якір обрамлений вінком з тропічних квітів та листя.
По краю медалі напис REISE S.M.SCHIFF KAISERIN ELISABETH (Похід корабля Імператриця Єлизавета).

На реверсі ініціали FF (Franz Ferdinand) та напис «OST INDIEN AUSTRALIEN SÜDSEE-INSEL CHINA JAPAN 1892—1893» (Ост-Індія, Австралія, острови південних морів, Китай, Японія 1892—1893).
Медаль носилася на стандартній біло-синій колодці.